# Дун (народ)
Дун (дуны, кам; кит. упр. 侗族, пиньинь Dòng Zú; самоназвание: Gaeml [kɐm]) — кам-суйский народ на юге Китая численностью около 3 млн человек.

## Места проживания
Живут на юге Китая:
- на востоке и юго-востоке Гуйчжоу (Цяньдуннань-Мяо-Дунский автономный округ, Юйпин-Дунский автономный уезд),
- западе Хунани (Цзинчжоу-Мяо-Дунский автономный уезд, Тундао-Дунский автономный уезд, Синьхуан-Дунский автономный уезд, Саньцзян-Дунский автономный уезд и Чжицзян-Дунский автономный уезд автономные уезды)
- и на севере Гуанси-Чжуанского АР.

## Язык
Говорят на дунском (камском) языке, который принадлежит к кам-суйской группе тай-кадайской языковой семьи. Существуют южное и северное наречия, иногда считаемые отдельными языками. До 1958 года у дунов не было своей собственной письменности, и они использовали китайские иероглифы. Затем была создана латинизированная письменность на основе южного диалекта и фонетики жунцзянского говора.

## Семейная организация
Семья у дунов малая, брак в основном патрилокальный, но сохраняется обычай возвращения молодой жены после свадьбы в дом родителей, где она остается до рождения первенца, и затем уже переходит в дом своего мужа. Сильны общинно-патронимические связи. 

## История
Дуны берут своё начало от потомков древнего племени байюэ, которые в эпоху династии Цинь назывались лоюэ, а затем, во времена существования государств Вэй и Цзинь — Ляо. Эти самые Ляо и считаются предками дунов.
Согласно древним историческим летописям дунцев называли дунжэнь или дунмань, а самоназвание у них было гань. Много позже, во время царствования династии Сун их название изменилось на гэлин, а уже после династии Мин появились различные вариации названия — дунляо, дунмяо, и даже просто мяо. После основания КНР в 1949 году было принято единое название дун.

## Религия
Дуны — одни из немногих народов, сохранившим традиционные верования. Они исповедуют анимизм, у них развит культ предков, особенно женских. Раньше духам предков приносились жертвоприношения, устраивались национальные шествия с драконом, игры и пляски. В настоящее время в каждой деревне дунцев присутствует моленьня в память богине Саму.
В каждой деревне построены молельни в память предка-женщины. В праздники, особенно в Новый год, духам и предкам совершались жертвоприношения, устраивались шествия с драконом. Живы традиции музыкального, песенного, танцевального и устного фольклора. Впервой половине XIX века сформировалась национальная музыкальная драма, исполняемая на родном языке в национальной одежде.

## Занятия
Основное занятие дунцев — пашенное земледелие, они выращивают короткозерный рис, а также клейкий рис, кукурузу, батат, овощи. Кроме того, на заливных рисовых полях разводят рыбу. Дунцы также занимаются скотоводством (буйволы, свиньи и т. д.), лесоводством, выращивают ель, камелию маслоносную. У дунцев есть обычай встречать гостей с камелией. Развиты ремёсла: дерево-, камне- и металлообработка, ткачество, окраска и вышивка тканей, этим в основном занимаются женщины.

## Пища
Основа пищи дунов составляет клейкий рис, овощи, мясо, рыба — в общем всё то, что они сами производят.

## Жильё
Жилище каркасно-столбовой конструкции, обычно двухэтажное, стены дощатые, крыша двускатная, черепичная. Центральная комната первого этажа— гостиная, с алтарём предков у стены напротив входа; боковые комнаты и второй этаж— жилые. Сохраняются традиции свайного строительства, отличительная черта деревни дун — деревянные многоярусные башни с барабаном, крытый мост с беседками от дождя.
Дунцы гордятся своим умением петь песни. Люди называют район, где живут дунцы, «океаном песен».
Живы традиции музыкального, песенного, танцевального и устного фольклора. В 1-й половине XIX в. сформировались нац. музыкальная драма, исполняемая на родном языке в национальной одежде.
Семья у дунцев обычно малая, долгое время сохранялся обычай возвращения невесты домой после свадьбы, она находилась там до рождения своего первого ребёнка.
Дунцы до сих пор носят свою национальную одежду — мужчины короткую одежду без воротника, с прямозастежной или правополой курткой, женщины также правополую куртки без воротника, юбку, пояс, ноговицы. На ногах — плетённые из рисовой соломы сандалии или матерчатые тапочки. 

## Одежда
Мужская одежда короткая, без воротника, прямозастёжная или правополая куртка, короткие штаны; женская— двубортная, без воротника кофта с нагрудником, юбка, пояс, ноговицы. На ногах— плетённые из рисовой соломы сандалии или матерчатые тапочки, головной убор— матерчатая повязка или плетённая из бамбука широкая шляпа.

## Уклад жизни
Семья небольшая, брак патрилокальный, но сохранялся обычай возвращения невесты после свадьбы в дом родителей, где она оставалась до рождения первенца. Сильны общинно-патронимические связи.
Дунцы гордятся своим умением петь песни. Люди называют район, где живут дунцы, «океаном песен». Многоярусные барабанные башни и крытые мосты в дунских поселениях являются символами их народной архитектуры.
Вежливость, уважение к старшим, забота о младших, стремление помогать людям, участие в общественных делах — все это обычаи, традиции и нравственные качества, свойственные дунцам.

## Танец Лушэн
Лушэн — духовой инструмент из бамбуковых трубочек. Танцы Лушэн — это танцы под звуки этих трубочек: развлекательные танцы для праздников, танцы для молодёжи, сценические и спортивные танцы, в где демонстрируется высокую техника игры и танца.
Когда наступает праздник, незамужняя молодёжь ни за что не пропустит всеобщее гулянье «Цайтан», так как в коллективном танце многие выбирают себе спутника жизни. На этом гулянье образуются своего рода маленькие кланы из 4-6 человек, в центре с флажком, каждый такой клан играет свою музыку.
«Начинается танец. Юноши с малыми лушэнами и украшенные серебряными украшениями девушки с разноцветными платками и цветными зонтиками в руках образуют два круга, один в другом, затем начинают танцевать по кругу против часовой стрелки.
Фигуры и ритм танца подчиняются музыке, которую исполняет ведущий музыкант на лушэне. Женщины в основном кружатся и размахивают руками вверх-вниз и вперед-назад. Мужчины танцуют, играя на лушэне, их движения более энергичны, включают прыжки, приседания, притопывания. Это весёлый и лиричный танец.»
Коллективный танец Лушэн часто перебивается представлениями искусных танцоров, это может быть сольное исполнение или дуэт, иногда в танце участвуют четверо парней. Таким образом холостые парни похваляются своей игрой на лушэне и мастерством танца, чтобы завоевать внимание и восхищение девушек. Дунцы считают лучшими тех парней, которые не только хорошо работают, но и прекрасно играют на лушэне, а также владеют высоким мастерством этого танца (Китайский информационный Интернет-центр China.org.cn от 19/12/2005).
Помимо национальных праздников дунцы танцуют этот танец и после сбора урожая. Каждое селение составляют оркестр из своих лучших музыкантов и посылает их в другие селения для представления. Дунцы чрезвычайно гостеприимный народ, когда бы ни приехали музыканты на лушэни, им обеспечен торжественный и радушный приём.